# British Tag Team Championship (RevPro)
El British Tag Team Championship (Campeonato en Parejas Británico, en español) es un campeonato de lucha libre profesional perteneciente a la promoción Revolution Pro Wrestling (RevPro). El título fue creado y debutó el 17 de julio de 2005.

## Campeones
Los campeones inaugurales fueron AK-47 (Ashe & Kris Linell), quienes derrotaron a The Chav Army (Battalion & Flaming Red) en la final de un torneo para convertirse en los primeros campeones, el 17 de julio de 2005 en un evento de International Pro Wrestling: United Kingdom (IPW:UK), y desde entonces ha habido 27 distintos equipos y 50 luchadores campeones oficiales, repartidos en 30 reinados en total.

### Campeones actuales
Los campeones actuales son Young Guns (Ethan Allen & Luke Jacobs), quienes se encuentran en su primer reinado en conjunto. Allen & Jacobs ganaron los campeonatos tras derrotar a los excampeones Connor Mills & Jay Joshua el 16 de marzo de 2025 en RevPro Epic Encounter 2025.

### Lista de campeones
| N.º    | Campeones                                                                                            | Lucha                    | Lucha                                   | Lucha                     | Estadísticas | Estadísticas | Notas y referencias |
| N.º    | Campeones                                                                                            | Fecha                    | Evento                                  | Ubicación                 | Reinado      | Días         | Notas y referencias |
| ------ | --- | ------------------------ | --------------------------------------- | ------------------------- | ------------ | ------------ | --- |
| IPW:UK | |                          |                                         |                           |              |              | |
| 1      | AK-47 (Ashe (1) & Kris Linell (1))                                                                   | 17 de julio de 2005      | IPW:UK Weekend Of Champions - Día 2     | Londres, Inglaterra       | 1            | 216          | Derrotaron a The Chav Army (Battalion & Flaming Red) en la final de un torneo.                                                                                         |
| 2      | The Untouchables (Dave Moralez (1) & Jack Storm (1))                                                 | 18 de febrero de 2006    | IPW:UK A Taste of IPW 2006              | Londres, Inglaterra       | 1            | 218          | [ 3 ] |
| 3      | Dragon Hearts (Dragon Phoenix (1) & Spud (1))                                                        | 24 de septiembre de 2006 | IPW:UK 2nd Anniversary Weekend - Día 2  | Londres, Inglaterra       | 1            | 77           | Fue una lucha de Mesas, Escaleras y Sillas. |
| 4      | $wiss Money Holding (Ares (1) & Claudio Castagnoli (1))                                              | 10 de diciembre de 2006  | IPW:UK The Dome Show                    | Colchester, Inglaterra    | 1            | 287          | [ 5 ] |
| 5      | The Kartel (Sha Samuels (1) & Terry Frazier (1))                                                     | 23 de septiembre de 2007 | IPW:UK 3rd Anniversary Weekend - Día 2  | Londres, Inglaterra       | 1            | 371          | [ 6 ] |
| 6      | The Thrillers (Doug Basham (1), Iestyn Rees (1), Joel Redman (1), Mark Haskins (1) & Ricky Hype (1)) | 28 de septiembre de 2008 | IPW:UK Fourth Anniversary Tour - Wolves | Wolverhampton, Inglaterra | 1            | 217          | Defendieron el título bajo la regla Freebirds. |
| 7      | The Leaders of the New School (Marty Scurll (1) & Zack Sabre Jr. (1))                                | 3 de mayo de 2009        | IPW:UK The Sittingbourne Spectacular    | Sittingbourne, Inglaterra | 1            | 495          | Derrotaron a Joel Redman y Mark Haskins para ganar los campeonatos. |
| 8      | The All Stars (Mikey Whiplash (1) y Robbie Dynamite (1))                                             | 10 de septiembre de 2010 | Dragon Gate Yokosuka vs. Shingo 2       | Hoddesdon, Inglaterra     | 1            | 86           | [ 9 ] |
| 9      | The Leaders of the New School (Marty Scurll (2) & Zack Sabre Jr. (2))                                | 5 de diciembre de 2010   | IPW:UK Brawl At The Hall 2010           | Sittingbourne, Inglaterra | 2            | 630          | Vencieron a ¡Peligro Abejas! (El Genérico Y Paul London) en la final de un torneo, también incluía a The All Stars.                                                    |
| 10     | Project Ego (Kris Travis (1) & Martin Kirby (1))                                                     | 26 de agosto de 2012     | IPW:UK Summer Sizzler 2012              | Sittingbourne, Inglaterra | 1            | 293          | [ 11 ] |
| RevPro | |                          |                                         |                           |              |              | |
| 11     | The Swords of Essex (Paul Robinson (1) & Will Ospreay (1))                                           | 15 de junio de 2013      | RevPro When Thunder Strikes             | Londres, Inglaterra       | 1            | 273          | [ 12 ] |
| 12     | The Inner City Machine Guns (Rich Swann (1) & Ricochet (1))                                          | 15 de marzo de 2014      | RevPro High Stakes 2014                 | Londres, Inglaterra       | 1            | 1            | [ 13 ] |
| 13     | The Kartel (Sha Samuels (2) & Terry Frazier (2))                                                     | 16 de marzo de 2014      | RevPro Sittingbourne Spectacular 2014   | Sittingbourne, Inglaterra | 2            | 91           | [ 14 ] |
| 14     | England's Calling (Joel Redman (2) & Martin Stone (1))                                               | 15 de junio de 2014      | RevPro Summer Sizzler 2014              | Londres, Inglaterra       | 1            | 245          | [ 15 ] |
| 15     | The Thrillers (Joel Redman (3) & Mark Haskins (2))                                                   | 15 de febrero de 2015    | RevPro High Stakes 2015                 | Londres, Inglaterra       | 1            | 119          | Mark Haskins reemplazó a Martin Stone como compañero de Joel Redman.                                                                                                   |
| 16     | The Revolutionists (James Castle (1) & Sha Samuels (3))                                              | 14 de junio de 2015      | RevPro Summer Sizzler 2015              | Londres, Inglaterra       | 1            | 364          | [ 17 ] |
| 17     | Charlie Garrett (1) & Joel Redman (4)                                                                | 12 de junio de 2016      | RevPro Angle vs. Sabre Jr.              | Londres, Inglaterra       | 1            | 266          | [ 18 ] |
| 18     | CCK (Chris Brookes (1) & Travis Banks (1))                                                           | 5 de marzo de 2017       | RevPro Live At The Cockpit 14           | Londres, Inglaterra       | 1            | 232          | [ 19 ] |
| 19     | Moustache Mountain (Trent Seven (1) & Tyler Bate (1))                                                | 23 de octubre de 2017    | RevPro Monday Night Mayhem              | Portsmouth, Inglaterra    | 1            | 89           | [ 20 ] |
| 20     | Suzuki-gun (Minoru Suzuki (1) & Zack Sabre Jr. (3))                                                  | 20 de enero de 2018      | RevPro High Stakes 2018                 | Londres, Inglaterra       | 1            | 475          | [ 21 ] |
| 21     | Aussie Open (Kyle Fletcher (1) & Mark Davis (1))                                                     | 10 de mayo de 2019       | RevPro Epic Encounter 2019              | Londres, Inglaterra       | 1            | 50           | [ 22 ] |
| 22     | Josh Bodom (1) & Sha Samuels (4)                                                                     | 29 de junio de 2019      | RevPro Ungovernable 2019                | Mánchester, Inglaterra    | 1            | 71           | [ 23 ] |
| —      | Vacante                                                                                              | 8 de septiembre de 2019  | —                                       | —                         | —            | —            | Fueron despojados del campeonato después de que RevPro despidió a Bodom por haber atacado al árbitro Aaren Wilde luego de un combate en el evento Summer Sizzler 2019. |
| 23     | The Legion (Rampage Brown (1) & The Great O-Kharn (1))                                               | 13 de octubre de 2019    | RevPro Live In Southampton 10           | Southampton, Inglaterra   | 1            | 560          | Rampage Brown & The Great O-Kharn derrotaron a Dan Magee & Kurtis Chapman para ganar el campeonato vacante.                                                            |
| —      | Vacante                                                                                              | 25 de abril de 2021      | —                                       | —                         | —            | —            | Debido a que Rampage Brown firmó por WWE y The Great O-Kharn regresó a Japón.                                                                                          |
| 24     | Destination Everywhere (Connor Mills (1) & Michael Oku (1))                                          | 21 de agosto de 2021     | RevPro Nine Year Anniversary            | Mánchester, Inglaterra    | 1            | 29           | Derrotaron a The Legion (Lucian Phillips & Screwface Ahmed) en la final de un torneo.                                                                                  |
| 24     | Aussie Open (Kyle Fletcher (2) & Mark Davis (2))                                                     | 19 de septiembre de 2021 | RevPro High Stakes 2021                 | Londres, Inglaterra       | 2            | 63           | [ 28 ] |
| 25     | Ricky Knight Jr. (1) & Roy Knight (1)                                                                | 21 de noviembre de 2021  | RevPro Uprising 2021                    | Londres, Inglaterra       | 1            | 49           | [ 29 ] |
| 26     | Sunshine Machine (Chuck Mambo (1) & TK Cooper (1))                                                   | 9 de enero de 2022       | RevPro Live In London 57                | Londres, Inglaterra       | 1            | 287          | [ 30 ] |
| 27     | Greedy Souls (Brendan White (1) & Danny Jones (1))                                                   | 23 de octubre de 2022    | RevPro Live In London 66                | Londres, Inglaterra       | 1            | 259          | [ 31 ] |
| 28     | Subculture (Flash Morgan Webster (1) & Mark Andrews (1))                                             | 9 de julio de 2023       | RevPro Epic Encounter 2023              | Londres, Inglaterra       | 1            | 266          | [ 32 ] |
| 29     | Grizzled Young Veterans (James Drake (1) & Zack Gibson (1))                                          | 31 de marzo de 2024      | RevPro Revolution Rumble 2024           | Londres, Inglaterra       | 1            | 146          | [ 33 ] |
| 30     | Sunshine Machine (Chuck Mambo (2) & TK Cooper (2))                                                   | 24 de agosto de 2024     | RevPro 12 Year Anniversary Show         | Londres, Inglaterra       | 2            | 119          | [ 34 ] |
| 31     | Connor Mills (2) & Jay Joshua (1)                                                                    | 21 de diciembre de 2024  | RevPro Uprising 2024                    | Londres, Inglaterra       | 1            | 85           | [ 35 ] |
| 32     | Young Guns (Ethan Allen (1) & Luke Jacobs (1))                                                       | 16 de marzo de 2025      | RevPro Epic Encounter 2025              | Wolverhampton, Inglaterra | 1            | 148+         | [ 36 ] |

### Total de días con el título
La siguiente lista muestra el total de días que un equipo o un luchador ha poseído el campeonato, si se suman todos los reinados que posee. Actualizado a la fecha del 11 de agosto de 2025.

#### Por equipos
| + | Indica a los campeones actuales |

| N.º | Equipo                                                                           | Reinados | Total de días |
| --- | -------------------------------------------------------------------------------- | -------- | ------------- |
| 1   | The Leaders of the New School (Marty Scurll & Zack Sabre Jr.)                    | 2        | 1125          |
| 2   | The Legion (Rampage Brown & The Great O-Kharn)                                   | 1        | 560           |
| 3   | Suzuki-gun (Minoru Suzuki & Zack Sabre Jr.)                                      | 1        | 475           |
| 4   | The Kartel (Sha Samuels & Terry Frazier)                                         | 2        | 462           |
| 5   | Sunshine Machine (Chuck Mambo & TK Cooper)                                       | 2        | 406           |
| 6   | The Revolutionists (James Castle & Sha Samuels)                                  | 1        | 364           |
| 7   | Project Ego (Kris Travis & Martin Kirby)                                         | 1        | 293           |
| 8   | $wiss Money Holding (Ares & Claudio Castagnoli)                                  | 1        | 287           |
| 9   | The Swords of Essex (Paul Robinson & Will Ospreay)                               | 1        | 273           |
| 10  | Charlie Garrett & Joel Redman                                                    | 1        | 266           |
| 10  | Subculture (Flash Morgan Webster & Mark Andrews)                                 | 1        | 266           |
| 12  | Greedy Souls (Brendan White & Danny Jones)                                       | 1        | 259           |
| 13  | England's Calling (Joel Redman & Martin Stone)                                   | 1        | 245           |
| 14  | CCK (Chris Brookes & Travis Banks)                                               | 1        | 232           |
| 15  | The Untouchables (Dave Moralez & Jack Storm)                                     | 1        | 218           |
| 16  | The Thrillers (Doug Basham, Iestyn Rees, Joel Redman, Mark Haskins & Ricky Hype) | 1        | 217           |
| 17  | AK-47 (Ashe & Kris Linell)                                                       | 1        | 216           |
| 18  | Young Guns (Ethan Allen & Luke Jacobs)                                           | 1        | 148+          |
| 19  | Grizzled Young Veterans (James Drake & Zack Gibson)                              | 1        | 146           |
| 20  | The Thrillers (Joel Redman & Mark Haskins)                                       | 1        | 119           |
| 21  | Aussie Open (Kyle Fletcher & Mark Davis)                                         | 2        | 113           |
| 22  | Moustache Mountain (Trent Seven & Tyler Bate)                                    | 1        | 89            |
| 23  | The All Stars (Mikey Whiplash y Robbie Dynamite)                                 | 1        | 86            |
| 24  | Connor Mills & Jay Joshua                                                        | 1        | 85            |
| 25  | Dragon Hearts (Dragon Phoenix & Spud)                                            | 1        | 77            |
| 26  | Josh Bodom & Sha Samuels                                                         | 1        | 71            |
| 27  | Ricky Knight Jr. & Roy Knight                                                    | 1        | 49            |
| 28  | Destination Everywhere (Connor Mills & Michael Oku)                              | 1        | 29            |
| 29  | The Inner City Machine Guns (Rich Swann & Ricochet)                              | 1        | 1             |

#### Por luchador
| + | Indica al campeón actual |

| N.º | Campeón              | Reinados | Total de días |
| --- | -------------------- | -------- | ------------- |
| 1   | Zack Sabre Jr.       | 3        | 1600          |
| 2   | Marty Scurll         | 2        | 1125          |
| 3   | Sha Samuels          | 4        | 897           |
| 4   | Joel Redman          | 4        | 847           |
| 5   | Rampage Brown        | 1        | 560           |
| 5   | The Great O-Kharn    | 1        | 560           |
| 7   | Minoru Suzuki        | 1        | 475           |
| 8   | Terry Frazier        | 2        | 462           |
| 9   | Chuck Mambo          | 2        | 406           |
| 9   | TK Cooper            | 2        | 406           |
| 11  | James Castillo       | 1        | 364           |
| 12  | Mark Haskins         | 2        | 336           |
| 13  | Kris Travis          | 1        | 293           |
| 13  | Martin Kirby         | 1        | 293           |
| 15  | Ares                 | 1        | 287           |
| 15  | Claudio Castagnoli   | 1        | 287           |
| 17  | Paul Robinson        | 1        | 273           |
| 17  | Ospreay              | 1        | 273           |
| 19  | Charlie Garrett      | 1        | 266           |
| 19  | Flash Morgan Webster | 1        | 266           |
| 19  | Mark Andrews         | 1        | 266           |
| 22  | Brendan White        | 1        | 259           |
| 22  | Danny Jones          | 1        | 259           |
| 24  | Martin Stone         | 1        | 245           |
| 25  | Chris Brookes        | 1        | 232           |
| 25  | Travis Banks         | 1        | 232           |
| 27  | Dave Moralez         | 1        | 218           |
| 27  | Jack Tormenta        | 1        | 218           |
| 29  | Doug Basham          | 1        | 217           |
| 29  | Iestyn Rees          | 1        | 217           |
| 29  | Ricky Hype           | 1        | 217           |
| 32  | Ashe                 | 1        | 216           |
| 32  | Kris Linell          | 1        | 216           |
| 34  | Ethan Allen          | 1        | 148+          |
| 34  | Luke Jacobs          | 1        | 148+          |
| 36  | James Drake          | 1        | 146           |
| 36  | Zack Gibson          | 1        | 146           |
| 38  | Connor Mills         | 2        | 114           |
| 39  | Kyle Fletcher        | 2        | 113           |
| 39  | Mark Davis           | 2        | 113           |
| 41  | Trent Seven          | 1        | 89            |
| 41  | Tyler Bate           | 1        | 89            |
| 43  | Mikey Trallazo       | 1        | 86            |
| 43  | Robbie Dinamita      | 1        | 86            |
| 45  | Jay Joshua           | 1        | 85            |
| 46  | Dragon Phoenix       | 1        | 77            |
| 46  | Spud                 | 1        | 77            |
| 48  | Josh Bodom           | 1        | 71            |
| 49  | Ricky Knight Jr.     | 1        | 49            |
| 49  | Roy Knight           | 1        | 49            |
| 51  | Michael Oku          | 1        | 29            |
| 52  | Rico Swann           | 1        | 1             |
| 52  | Ricochet             | 1        | 1             |

### Mayor cantidad de reinados

#### Reinados por equipos
| Reinados | Equipo (s)                                                               |
| -------- | ------------------------------------------------------------------------ |
| 2 veces  | The Leaders of the New School, The Kartel, Aussie Open, Sunshine Machine |

#### Reinados por luchador
| Reinados | Luchador (es)                                                                                              |
| -------- | --- |
| 4 veces  | Joel Redman, Sha Samuels                                                                                   |
| 3 veces  | Zack Sabre Jr.                                                                                             |
| 2 veces  | Marty Scurll, Terry Frazier, Mark Haskins, Kyle Fletcher, Mark Davis, Chuck Mambo, TK Cooper, Connor Mills |